# GitHub
GitHub — крупнейший веб-сервис для хостинга IT-проектов и их совместной разработки.
Веб-сервис основан на системе контроля версий Git и разработан на Ruby on Rails и Erlang компанией GitHub, Inc (ранее Logical Awesome). Сервис бесплатен для проектов с открытым исходным кодом и (с 2019 года) небольших частных проектов, предоставляя им все возможности (включая SSL), а для крупных корпоративных проектов предлагаются различные платные тарифные планы.
Слоган сервиса — «Social Coding» — на русский можно перевести как «Пишем код вместе». На футболках же печатают совсем другую фразу: «Fork you!» («Ветвить тебя!»). С одной стороны, она созвучна с англоязычным ругательством и намекает на неформальную атмосферу. С другой, эти слова напоминают, что создавать новые форки с Git можно легко и безболезненно — традиционно, к созданию веток разработчики проектов с открытым исходным кодом относятся негативно — а также созвучна названию одной из возможностей GitHub — очереди форков.
Талисманом GitHub выбран осьмикот (англ. octocat), который, вопреки распространённому заблуждению, не имеет отношения к короткометражке «Octocat Adventure», а просто был найден Томом Престон-Вернером на сервисе iStock.
4 июня 2018 года Microsoft купила GitHub за 7,5 млрд долларов.

## Возможности
Создатели сайта называют GitHub «социальной сетью для разработчиков».
Кроме размещения кода, участники могут общаться, комментировать правки друг друга, а также следить за новостями знакомых.
С помощью широких возможностей Git программисты могут объединять свои репозитории — GitHub предлагает удобный интерфейс для этого и может отображать вклад каждого участника в виде дерева.
Для проектов есть личные страницы, небольшие Вики и система отслеживания ошибок.
Прямо на сайте можно просмотреть файлы проектов с подсветкой синтаксиса для большинства языков программирования.
- Можно создавать приватные репозитории, которые будут видны только вам и выбранным вами людям. Раньше такая возможность была платной.
- Есть возможность прямого добавления новых файлов в свой репозиторий через веб-интерфейс сервиса[16].
- Код проектов можно не только скопировать через Git, но и скачать в виде обычных архивов с сайта.
- Кроме Git, сервис поддерживает получение и редактирование кода через SVN[17][18] и Mercurial[19].
- На сайте есть pastebin-сервис gist.github.com для быстрой публикации фрагментов кода.
- Файлы из репозитория могут автоматически публиковаться в виде статического сайта с помощью GitHub Pages.

Ранее Ruby-проекты могли быть автоматически опубликованы в RubyGems-репозитории сервиса, но в октябре 2009 GitHub отказался от этого сервиса.
В 2019 году был запущен сервис GitHub Packages, позволяющий публиковать прямо на GitHub пакеты RubyGems, NuGet, npm, Maven, а также образы Docker.
В том же году состоялся релиз системы автоматизации GitHub Actions. Помимо стандартных возможностей CI/CD, таких как сборка, тестирование и публикация кода, сервис предлагает тесную интеграцию с другими функциями GitHub, а также позволяет взаимодействовать со сторонними сервисами. Разработчики могут публиковать переиспользуемые модули (actions), реализующие часто используемые сценарии. Сервис предоставляется бесплатно для публичных репозиториев.
GitHub ограничивает перечень возможностей для пользователей, проживающих в странах и регионах, на которые распространяются американские ограничения и санкции, таких как Россия, Крым, Куба, Иран, Северная Корея и Сирия.

## Популярность
Первый частный репозиторий был создан 12 января 2008. К концу 2011 года в проекте уже было зарегистрировано более миллиона пользователей и более двух миллионов репозиториев. По состоянию на март 2017 года на сайте существовало более 58 миллионов репозиториев.
В конце 2008 года GitHub получил награду как «Лучший стартап-дебют».
На GitHub располагается копия исходного кода ядра Linux.
Многие крупные IT-компании размещают свои официальные репозитории на этом сервисе:
| - Facebook - Twitter - Telegram - Google - HP webOS | - Yahoo - RedHat - Microsoft - Valve - Apple |

На GitHub размещают свои открытые проекты федеральные агентства США.